# Stolzenhagen (Lunow-Stolzenhagen)

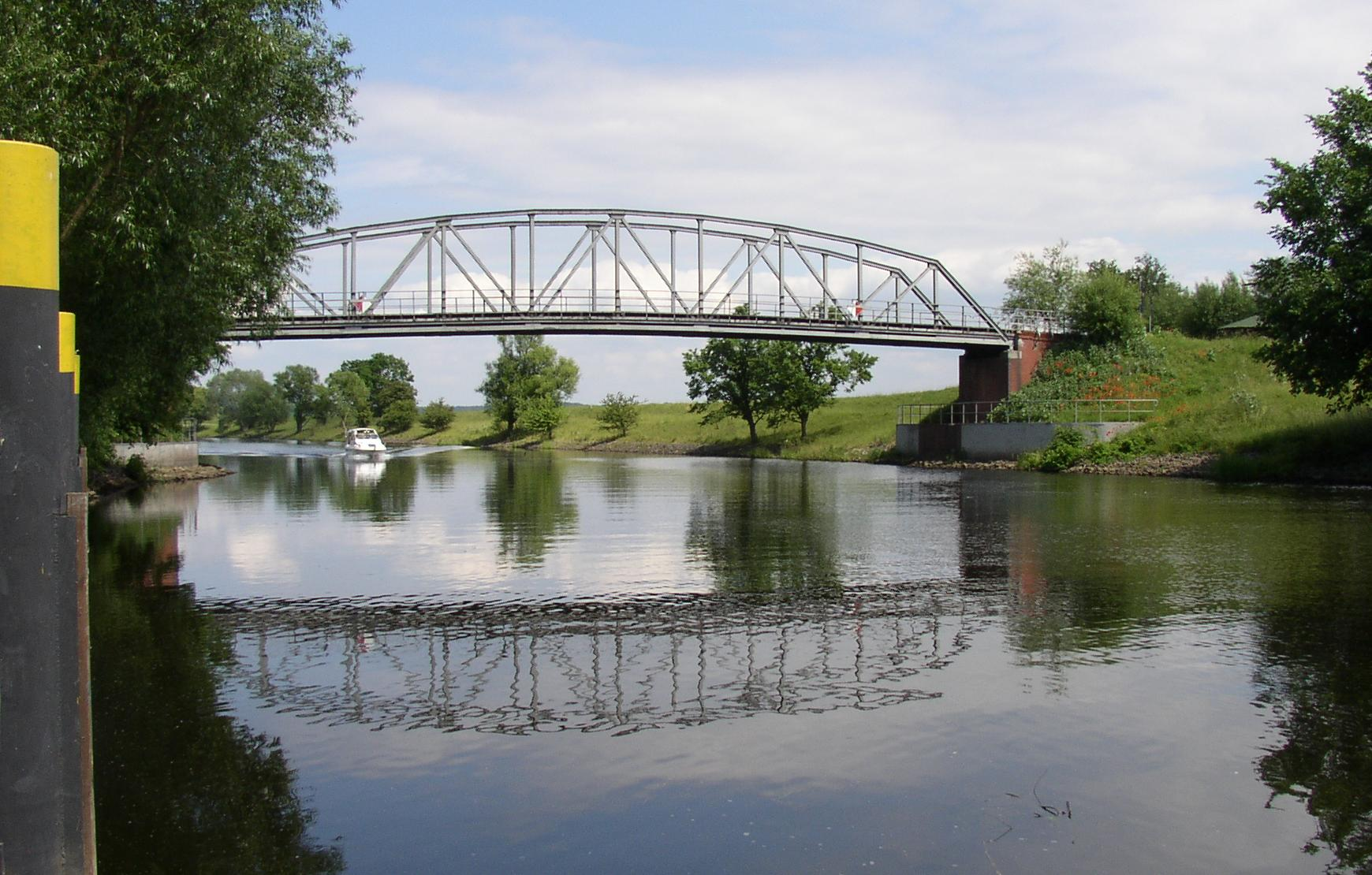
Brücke über die Hohensaaten-Friedrichsthaler Wasserstraße

Stolzenhagen ist ein Ortsteil von Lunow-Stolzenhagen, der nordöstlichsten Gemeinde im Landkreis Barnim. Die Verwaltung erfolgt vom Amt Britz-Chorin-Oderberg. Der Ort hat 222 Einwohner, davon 119 weibliche und 103 männliche.

## Geografie
Die Gemarkung Stolzenhagen liegt in einer durch die Eiszeit geprägten Landschaft. Stolzenhagen grenzt im Norden an den Landkreis Uckermark (Stolpe, Gellmersdorf), im Westen an Lüdersdorf, im Süden an Lunow und im Osten an das Odertal. Die Oder bildet die Staatsgrenze zu Polen.
Nördlich und östlich des Ortes beginnt der Nationalpark „Unteres Odertal“.

## Geschichte
Erste Besiedlungsspuren in Ortsnähe stammen aus der Jungsteinzeit (Neolithikum). In dieser Zeit wurden wahrscheinlich auch die beiden Hügelgräber, die sich westlich bzw. südwestlich des Ortes befinden, angelegt. Während der Bronzezeit entstand der am Rand des Odertales gelegene große Burgwall. Sein ovales Plateau von etwa 150 × 80 Metern deutet darauf hin, dass sich hier in jener Zeit eine bedeutende Anlage befand. Der Name der Träger dieser Kultur ist jedoch nicht überliefert. Später siedelten germanische Stämme in der Uckermark, die dieses Gebiet während der Völkerwanderung zwischen dem 4. und 6. Jahrhundert wieder verließen. Im 6. Jahrhundert begann von Osten her die Einwanderung von Slawen. Bekannt sind mehrere Siedlungsplätze unter anderem am Rand des Odertales zwischen Stolzenhagen und Lunow. Der bronzezeitliche Burgwall wurde von den Slawen nicht benutzt, obwohl sich unmittelbar daneben ein slawischer Kietz befand.
Der Zeitpunkt der Gründung des Ortes Stolzenhagen ist nicht genau bestimmbar. Der slawische Kietz existierte bereits vor der Errichtung des deutschen Dorfes. Die frühdeutsche Besiedelung der südlichen Uckermark durch die Askanier begann in der zweiten Hälfte des 12. Jahrhunderts aus südwestlicher Richtung. Von Norden her reichte der Einfluss der pommerschen Herzöge bis zum Nachbarort Stolpe, wo etwa 1180 der noch heute vorhandene Burgturm errichtet wurde.
Das älteste Gebäude in Stolzenhagen ist die Kirche. Sie wurde etwa 1230 als Wehrkirche erbaut. Ihr heutiges Aussehen erhielt sie im Jahr 1737, als der mittelalterliche Feldsteinbau durch einen an der Südseite angebauten Turm erweitert wurde.
1315 wurde Stolzenhagen erstmals in einer Grenzbeschreibung schriftlich erwähnt. Nach einer Urkunde des Bischofs von Brandenburg gehörte das Dorf 1335 zum Zisterzienserkloster Chorin. Dieser Sachverhalt wurde aber erst 1341 durch eine markgräfliche Urkunde bestätigt. 1375 wurde Stolzenhagen im Landbuch Karls IV. mit 28 Hufen genannt. 1536 verkaufte das Kloster Chorin die Liegenschaften an den Kurfürsten Joachim II. Dieser belehnte noch im gleichen Jahr den Oderberger Amtshauptmann Wolf von Fronhöfer mit Stolzenhagen. 1583 besaß ein Hans Christoph von Fronhöfer Stolzenhagen, 1652 ein Anton von Fronhöfer. Bis ins Jahr 1945 blieb Stolzenhagen nun unter verschiedenen Besitzern Rittergut, nachfolgend denen von Holtzendorff, vertreten zuerst durch den Leutnant in dänischen Diensten Hans Jürgen von Holtzendorff, welcher das Gut von seiner Schwiegermutter von Fronhöfer erwarb. Gut Stolzenhagen entwickelte sich in den nächsten Jahrhunderten bei der jeweiligen Erbfolge faktisch zu einer Art Kunkellehen. Daneben existierte das Bauerndorf Stolzenhagen.
In den ersten Jahren des Dreißigjährigen Krieges war der Ort verschont geblieben. Doch ab 1637 gab es auch hier Plünderung und Mord. Außerdem waren in dieser Zeit viele Pestopfer zu beklagen.
1730 begann der Neubau des Herrenhauses (Schloss). Der Bau des Herrensitzes ist zeitlich noch der Familie von Stotz zuzuschreiben, welche Stolzenhagen betrieben und als altes, aber nie zahlreiches Geschlecht der Uckermark galten. Mit Christoph Ludwig von Stotz stirbt aber dieses Adelsgeschlecht 1787 aus. Nach den Genealogischen Handbüchern des Adels gehörte das Gut Stolzenhagen dann zeitweise der Uradelsfamilie von Beeren. Die Tochter des Friedrich Wilhelm von Beeren-Stolzenhagen und der Charlotte Amalie von Stotz, Sophie von Beeren (1770–1837), heiratete in briefadelige Familie von Weyrach ein. Dieses jüngere Adelsgeschlecht stammte ursprünglich aus Schlesien und wurde in Wien 1702 mit dem böhmischen Adelsstand nobilitiert. Nachgewiesen als Gutsherr auf Stolzenhagen ist dann der Ehemann der Sophie, Christian Wilhelm von Weyrach (1753–1834). Ihr gemeinsamer Sohn Christian von Weyrach (1790–1862) erbt Stolzenhagen 1834 und heiratet 1838 Bertha von Diringshofen. Deren Tochter Adelheid Philippine von Weyrach (1845–1932) übernimmt formell den Besitz Stolzenhagen und bringt das Erbe durch die Eheschließung mit dem späteren Oberst Karl von Boeltzig in die Familie von Boeltzig. Daher ist auch der Vorfahre des Obersts, der Generalmajor Wilhelm von Boeltzig, ebenfalls mit einer Frau von Beeren liiert, in Stolzenhagen beerdigt. Um 1880 erwähnt das Generaladressbuch der Rittergutsbesitzer für die Provinz Brandenburg Gut Stolzenhagen mit 993 ha Fläche auf. Letzter Grundbesitzer des Rittergutes Stolzenhagen wurde so Ferdinand von Boeltzig (1877–1945). Sein Eigentum umfasste vor der großen Wirtschaftskrise 1929 konkret noch 800 ha. Die Leitung des Gutes übernahm ein Administrator, ein zumeist von der Ritterschaftsbank bei Kreditbelastung zur Seite gestellter Verwalter. Boeltzig-Stolzenhagen selbst war Major, Rechtsritter des Johanniterordens und publizierte 1941 die Genealogie seiner Familie. Zeitgleich beteiligte sich der Gutsbesitzer an dem Bau von Werkwohnungen. Ferdinand von Boeltzig war mit Katharina Freiin von Schrötter (1883–1944) verheiratet und nach ihrem Tod mit Ehrengard Gräfin Westarp. Während der Gutsbesitzer in den letzten Kriegstagen in Stolzenhagen stirbt lebte seine Witwe weit nach 1945 in Berlin.
Der Besitz des Rittergutes wurde im Zuge der Bodenreform 1946 an Siedler aufgeteilt. 1952 gehörte Stolzenhagen mit der Auflösung der Länder und der Bildung von Bezirken in der DDR zunächst wie vorher zum Kreis Angermünde. Im gleichen Jahr erfolgte die Gründung der LPG „Vorwärts“. 1957 wurde der Ort dem Kreis Eberswalde angegliedert und gehört seit 1993 zu dem aus den Kreisen Eberswalde und Bernau neu gebildeten Landkreis Barnim. Am 1. März 2002 fand ein Zusammenschluss mit dem Nachbarort Lunow zur Gemeinde Lunow-Stolzenhagen statt.

## Wappen
Blasonierung: „Eine goldene, zweiturmige, bezinnte Burg in Blau über grünem, mit zwei goldenen Wellenstabbalken belegtem Berg. Oben eine goldene Biene.“

## Sehenswürdigkeiten
- Die Kirche
- Das Herrenhaus (Schloss)
- Der Geologische Garten
- Der Burgwall
- Der Krähenberg

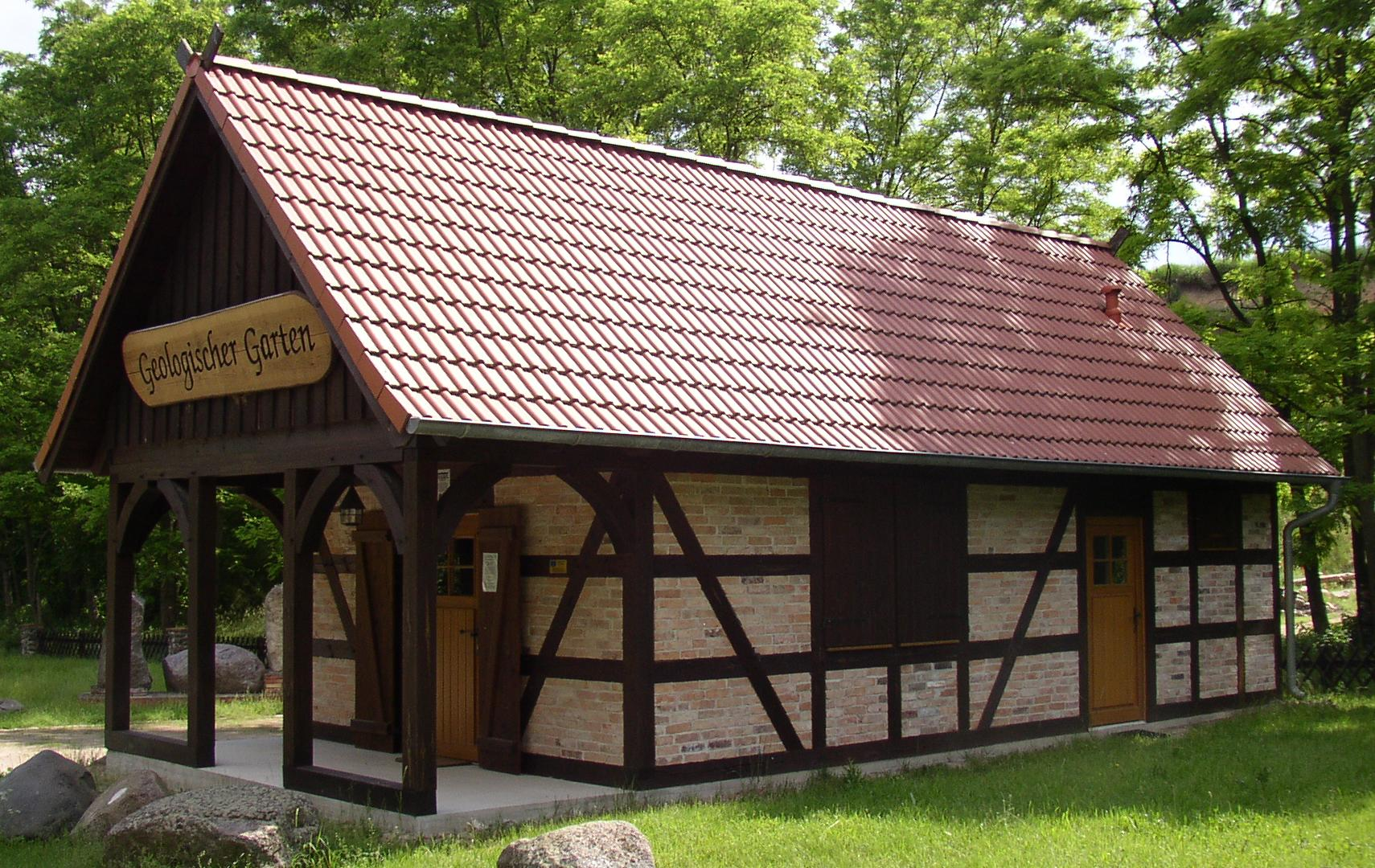
Vorlaubenhaus im Geologischen Garten

- Der Ehrenfriedhof über dem Burgwall auf einer Anhöhe Im Hölzchen für zehn sowjetische Kriegsgefangene, die am Ende des Zweiten Weltkrieges an den Folgen der Zwangsarbeit starben

## Ponderosa Tanzland
In der nationalen und internationalen Tanzszene ist Stolzenhagen aufgrund der Aus- und Weiterbildungsangebote des örtlich ansässigen Ponderosa e. V. bekannt. Der Verein wurde im Jahr 2000 gegründet. Jedes Jahr zwischen Mai und September reisen mehrere hundert Künstler auf das 'Gut Stolzenhagen', um an dem Kursprogramm unter der künstlerischen Leitung von Stephanie Maher teilzunehmen. Zu den ausbildenden Tanzpädagogen zählen renommierte Choreografen und Tanzlehrer, wie z. B. Keith Hennessey, Meg Stuart, Jess Curtis, Kathleen Hermesdorf etc.  Für sein Engagement wurde der Ponderosa e. V. im Jahr 2011 mit dem 'Barnimer Kulturpreis' ausgezeichnet.